# Formica rufa
La formiga roja de la fusta (Formica rufa) és una espècie de formiga de la subfamília dels formicins (Formicinae) que es caracteritza per construir en boscos uns formiguers poligínics fàcilment reconeixibles en forma de grans monticles formats per més de 100 reines i entre 100.000 i 400.000 obreres.

## Identificació
Presenten una coloració bicolor vermella i negra bruna, amb una taca fosca dorsal al cap i al promesonot. Els ulls tenen pèls microscòpics. Presenten pilositat llarga i erecte a la gula, al clipi, al dors del cap, al tronc, a l’escama i al gàster, i pèls suberectes ocasionals a les tíbies i fèmurs posteriors. El front és brillant amb puncions. Els segments del funícul dos i tres sempre són menys del doble de llargs que amples.

### Reina
Femelles fèrtils d’entre 9,5 i 11 mm de llarg. Presenta coloracions negres i vermelles amb l’escut i part de la zona occipital del cap negres, i l’escutel i el gàster negres amb lluentor.

### Mascle
Mascles d’entre 9 i 11 mm de llarg. Amb coloració negra i apèndix i genitals més clars.

### Obrera
Les obreres són de dos colors, vermell i negre marronós, i són polimorfes, mesuren 4,5–9 mm de llargada.

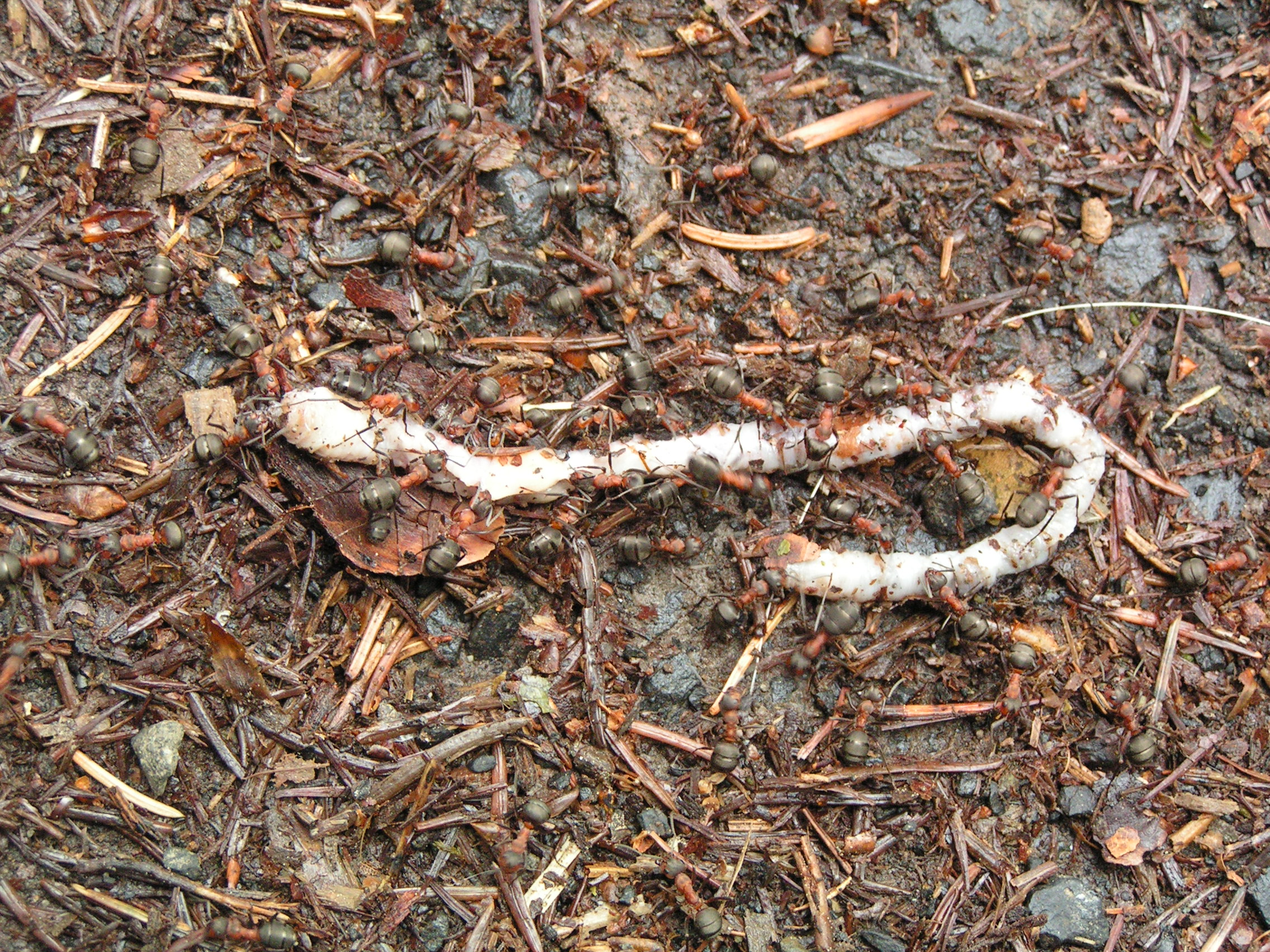
Formica rufa depredant un cuc de terra

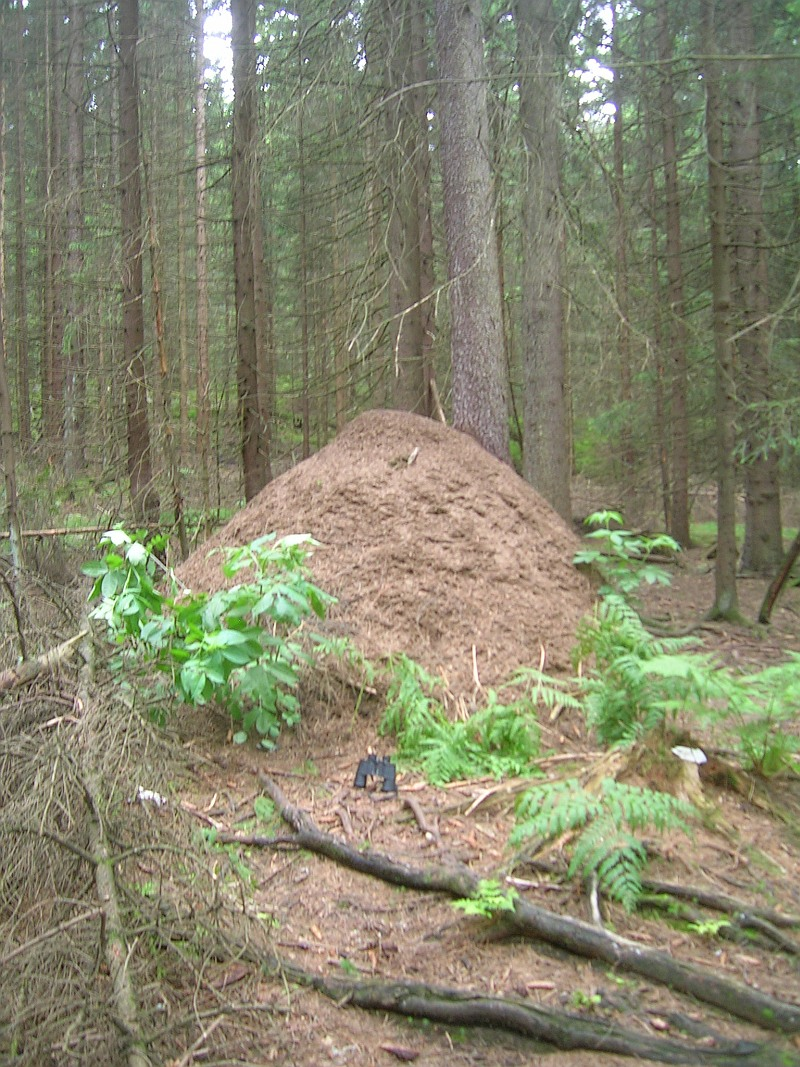
Niu de Formica rufa

## Distribució i hàbitat
És comuna i nativa d’Euràsia, amb una distribució des del centre d’Escandinàvia fins a la zona més septentrional de la península Ibèrica i la regió d’Anatòlia, però també es troba a Amèrica del Nord, tant en boscos de coníferes, en boscos d'arbres caducifolis o en parcs, però evitant boscos molt ombrívols com les avetoses.

## Biologia

### Alimentació
Aquestes formigues principalment s'alimenten de les exsudacions ensucrades dels àfids, però també depreden petits invertebrats com insectes, aranyes i carronya.
Els camins a la recerca d'àfids en els arbres adequats poden ser de fins a 100 m o més en nius grans.

### Formació del niu
Els nius de Formica rufa són grossos fets de munts d'herba, brots o acícules de coníferes, normalment situats en clarianes de bosc, on poden ser assolellats.
Aquestes formigues recol·lecten resina dels boscos de coníferes, i juntament amb l’àcid fòrmic que presenten a les seves glàndules del verí, els hi atorga protecció envers depredadors i defensa contra patògens gràcies a les seves propietats antimicrobianes i antifúngiques.
Les reines comencen noves colònies parasitant nius d'altres formigues.
Les obreres ajustaran i canviaran la cria entre les ubicacions dels nius, i fins i tot formaran nous nius, en resposta a la temperatura i la disponibilitat d'aliments. Els canvis en la insolació provocaran moviments a monticles òptims amb temperatures més altes que faciliten els temps de desenvolupament de la cria, i les àrees que són particularment riques amb els recursos alimentaris sovint s'exploten movent porcions de la colònia a monticles més propers a fonts d'aliments més riques podent fer els nius en arbres.
La destrucció dels nius de formigues madures pels senglars condueix a l'eliminació completa de moltes colònies i estimula la fragmentació de les colònies supervivents a la primavera.

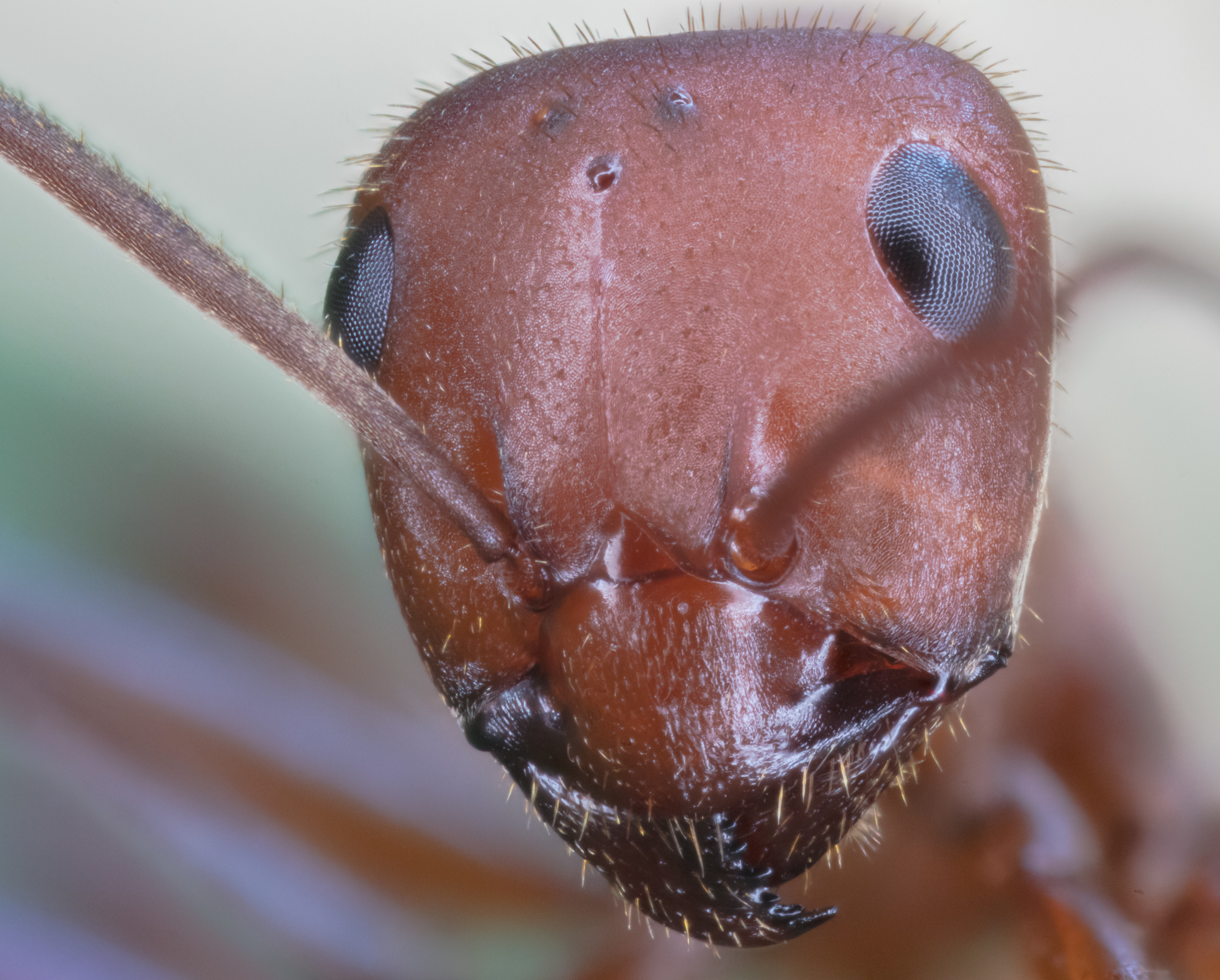
Cap de Formica rufa obrera

### Reproducció
Les massificacions de l'espècie comencen a la primavera. La reina pon ous que donen lloc a sexuats alats, que abandonen el niu a l’estiu, entre maig i juliol.
Poden donar-se mascles diploides.
Els nous nius sorgeixen de la divisió de colònies a la primavera.
Entre les formigues temperades, el gènere Formica depèn especialment de la temperatura durant la cria de les cries a causa d'un curt període de desenvolupament. Aquesta variant es coneix com l'estratègia de la cria de primavera d'individus reproductors amb acumulació de recursos a la tardor. Primera posta a la primavera a 20-30º, reines es retiren a cambres de 18º. Reines reprenen la posta al juny fins a l’inici d’agost. Els nius de F. rufa s'escalfen per la calor corporal produïda per les formigues, amb els sucres de reserva com un recurs energètic probable per a aquesta activitat. La temperatura en el niu pot augmentar de 7-10º a 20-25º dins de les 12 h, cosa que és favorable per a la posta d'ous i la cria de cries. No obstant això, F. rufa amb un diàmetre de fins a 0,6 m i una població de no més de cent mil formigues són incapaces d'autoregular-se. És per això que els nius petits depenen de la radiació solar mentre que els més grans poden mantenir el seu règim tèrmic de forma autònoma.
Durant l’aparellament, la reina rep una quantitat d’esperma suficient per als pròxims 20 anys de vida d’aquesta. Els mascles, després de l’aparellament, donat que no tenen un paper rellevant a al colònia més enllà de formar part de la reproducció, són expulsats per la reina i moren al cap de poc temps.
Els preparatius de la colònia per a la hibernació solen completar-se a mitjans de setembre.

## Comportament

### Comportament intraespecífic
Aquestes formigues mostren comportaments agressius entre obreres de nius rivals degut a la territorialitat i manteniment dels camins per buscar aliment. S’ha observat que la territorialitat depèn de l’època de l’any sent major cap a la primavera.

### Comportament interespecífic
Com altres formigues poden ruixar amb àcid fòrmic com a defensa. Precisament l'àcid fòrmic va ser extret per primera vegada l'any 1671 pel naturalista John Ray destil·lant un gran nombre de formigues triturades d'aquesta espècie.
La part superior del niu és un hàbitat ideal per una comunitat diversa de mirmecòfils associats. La majoria de mirmecòfils interacciona amb la formiga depredant els ous i les larves o robant les preses que estan sent transportades cap al niu. Altres directament s’alimenten d’altres mirmecòfils. Les formigues, quan els detecten, mostren agressió.
S’ha comprovat que segons l’espècie mirmecòfila, el grau d’agressió varia, des de la ignorància quasi total a una forta persecució. El col·lèmbol Cyphoderus albinus es pot trobar en abundància en les colònies. Pràcticament ignorat per les obreres. Probablement perquè aquest col·lèmbol és la presa principal de molts mirmecòfils.
Formica rufa es fa servir en els boscos per al control biològic de plagues.
Quan ocasionalment les reines queden solteres, poden ser adoptades en colònies de Formica fusca.
Les formigues de F. rufa ataquen colònies adjacents d’altres formigues o insectes amb la finalitat d’expandir el territori de la seva colònia, adquirir més recursos, o bé capturar cries. Aquestes incursions es realitzen durant el dia, quan les formigues estan més actives, i només tenen lloc quan requereixen d’aquestes necessitats.
Durant els vols nupcials a la primavera, és normal veure batalles entre colònies veïnes per tal de restablir els límits territorials de cadascuna.

## Subespècies
- Formica rufa angusticeps Stärcke, 1947
- Formica rufa brevisetosa Ruzsky, 1926
- Formica rufa constricta Karavaiev, 1925
- Formica rufa rufopratensoides Forel, 1874
- Formica rufa tshugunovi Ruzsky, 1914
- Formica rufa obscurata Santschi, 1925